# Robby el robot

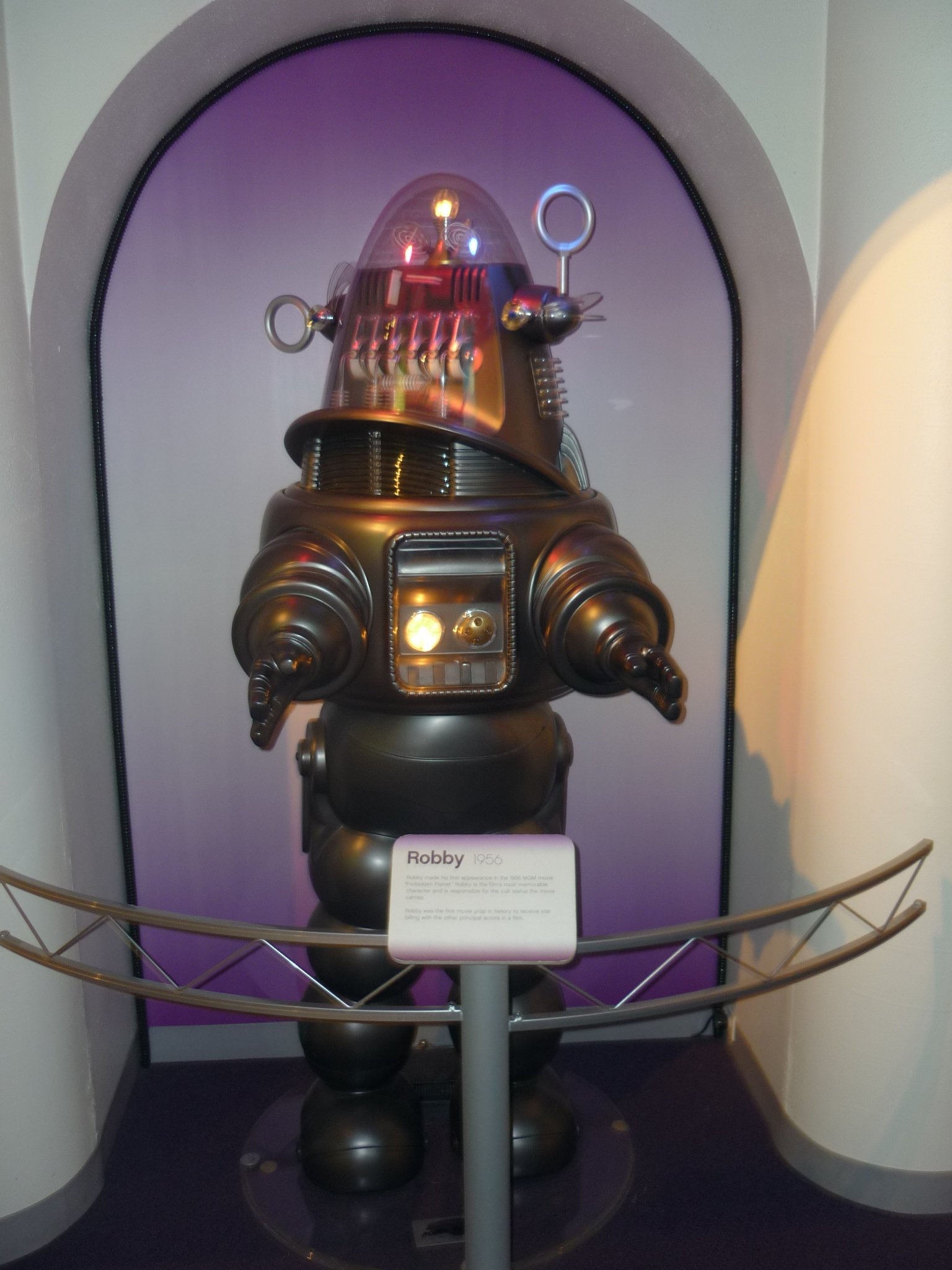
Robby the Robot.

Robby el robot es un popular personaje ficticio que hizo numerosas apariciones en películas de ciencia ficción y programas de televisión desde 1956 en adelante.

## Descripción general
Robby el robot es un traje mecánico de 2,18 metros de altura diseñado para que un actor lo lleve puesto para jugar el papel de robot. Originalmente fue diseñado para la película Planeta prohibido de 1956 y rápidamente se convirtió en icono para las películas de ciencia ficción y televisión.
Planeta prohibido se inspiró en la obra La tempestad de Shakespeare, el personaje de Robby estuvo inspirado en Ariel, un espíritu del aire. Una importante característica de Robby era un comando inalterable que consistía en que él no podía infligir daños mortales sobre los humanos (algo inspirado muy probablemente en la primera ley de la robótica enunciadas por Isaac Asimov en su obra Yo, Robot). Esto entró en juego cerca del final de la película, cuando a Robby se le ordenó matar al monstruo, pero no pudo hacerlo porque él comprendía que el monstruo era un alter ego o extensión del Doctor Morbius.
El traje "Robby" fue reutilizado en una película menos popular llamada El niño invisible (The Invisible Boy, en inglés) de 1957, y más tarde hizo varias apariciones en otras películas y shows de televisión durante las siguientes décadas. Aunque la aparición de Robby era generalmente consistente, hubo excepciones notables, como en 1962 en el episodio "Uncle Simon" de la serie de televisión The Twilight Zone en el que tuvo una "cara" de apariencia humana, otras veces también sufrió distintos cambios de apariencia menores. También hizo una aparición en un comercial de AT&T en 2006.
Robby se diferenció de sus sucesores en que caminaba, por así decirlo, con torpeza, sobre piernas mecánicas, mientras que los posteriores modelos de su principal diseñador Robert Kinoshita, como el robot B-9 de Perdidos en el espacio, se desplazaba suavemente sobre bandas rodantes. En Planeta prohibido Robby fue operado por Frankie Darro desde dentro del traje y su distintiva voz fue proporcionada por el actor Marvin Miller. En dicha película, la palabra "anulada" hacía que Robby desistiera de su corriente orden/actividad.
En 2004, Robby el robot fue introducido en el salón de la fama de los robots. En 2008, un robot claramente inspirado en Robby fue incluido en el videojuego Fallout 3 y es nombrado Protectron, siendo un robot de seguridad/multi-propósito que dispara con láser.

## El destino del traje original "Robby"
Durante muchos años, Robby el robot fue mostrado en el museo "Movie World / Cars of Stars" en Buena Park, California. El museo actualmente está cerrado. Una réplica está siendo mostrada actualmente en el complejo de entretenimiento Metreon en San Francisco. De todos modos, hay muchas reconstrucciones y duplicados a escala real del traje "Robby" original presentados al público en varios lugares. El traje también puede ser adquirido en Hammacher Schlemmer. El original es propiedad del mayor coleccionista de Planeta prohibido, el director de cine William Malone.
Fred Barton, un notable historiador de robots, es conocido por haber salvado a Robby de su ruina y restaurarlo devolviéndolo a su estado original. Es su restauración la que está disponible en Hammacher Schlemmer.

## Apariciones
- Planeta prohibido (1956)
- The Invisible Boy (1957)
- The Thin Man (serie de TV) (1958) - temporada 1 episodio "Robot Client", lanzamiento 28 de febrero de 1958
- The Gale Storm Show (1958) - temporada 3 episodio "Robot from Inner Space", lanzamiento 13 de diciembre de 1958
- The Many Loves of Dobie Gillis (1959-1963)
- The Twilight Zone (1960s)
  - Episodio "Uncle Simon"
  - Episodio "The Brain Center at Whipple's"
  - Episodio "One for the Angels" (como figura de acción)
- Hazel (serie de TV) (1961-1966)- episodio "Rosie's Contract"
- La familia Addams en el episodio "Lurch's Little Helper" lanzamiento 18 de marzo de 1966
- El agente de CIPOL (1966)
- Perdidos en el espacio (1966 y 1967) - en dos episodios como personajes diferentes
- The Banana Splits Adventure Hour (1968 and 1970) - como mayordomo
- Colombo (1974) - episodio "Mente mutilada"
- Hollywood Boulevard (1976)
- Ark II (1976)
- Holmes and Yo-Yo (1976)
- Music Machine (1977)
- Project UFO (1978)- temporada 1 episodio "Sighting 4010: The Waterford Incident"
- Wonder Woman (serie de TV) (1979) - temporada 3 episodio "Spaced Out", como maestro de ceremonias en la convención de ciencia ficción
- Mork & Mindy (1979)
- Space Academy (1979) - episodio "My Favorite Marcia"
- Charmin publicidad TV (1981)
- Night Stalker videojuego (1982) - aparición en un panfleto publicitario para Mattel, videojuego para IBM y Mac Nighstalker Ad
- The Love Boat - episodio "Programmed for Love"
- Gremlins (1984)
- Cherry 2000 (1987)
- Earth Girls Are Easy (1988)
- Space Quest VGA Remake (1991)
- Star wars: Episodio I - La amenaza fantasma (1999) - como pedazo de basura en la tienda de Watto
- Looney Tunes: Back in Action (2003) - aparerce en el área 52
- Los Simpsons
  - "Treehouse of Horror XIV" (2003)
  - "Mayored to the Mob" - "Danger Danger! Bart Simpson!"
- Stacked (2005)
- Teen Titans (2005) - episodio 257-494
- Publicidad TV para AT&T (2006) - con WOPR, KITT, y "Rosie the Robot Maid"
- Doctor Who episodio "Silence in the Library" (2008) - Robby juguete visto de fondo
- Fallout 3 caracteriza los robots llamados Protectrons, que se encuentran en el juego como guardias de seguridad. Su diseño es similar al de Robby